# Preambulum

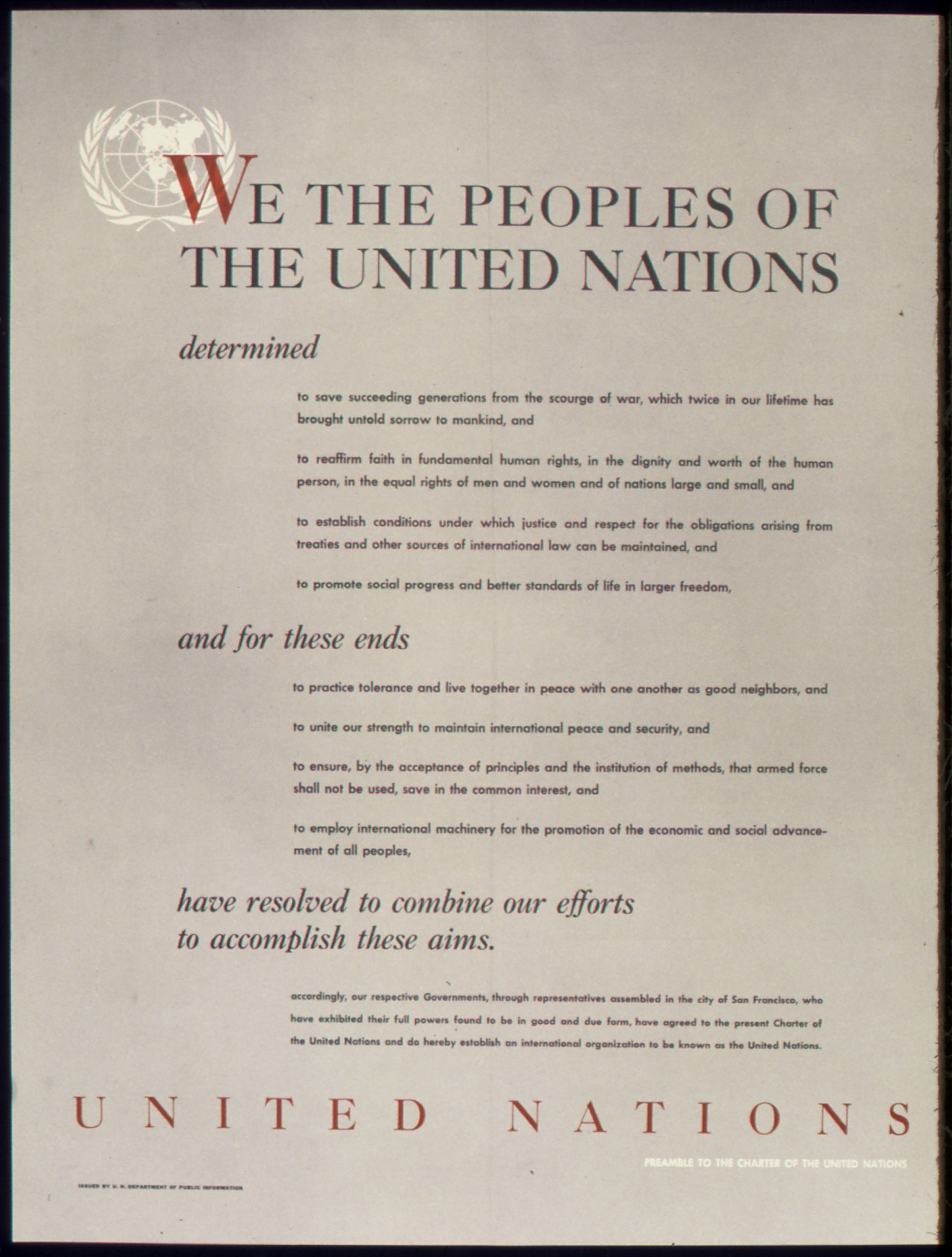
Az Egyesült Nemzetek Szervezete Alapokmányának preambuluma

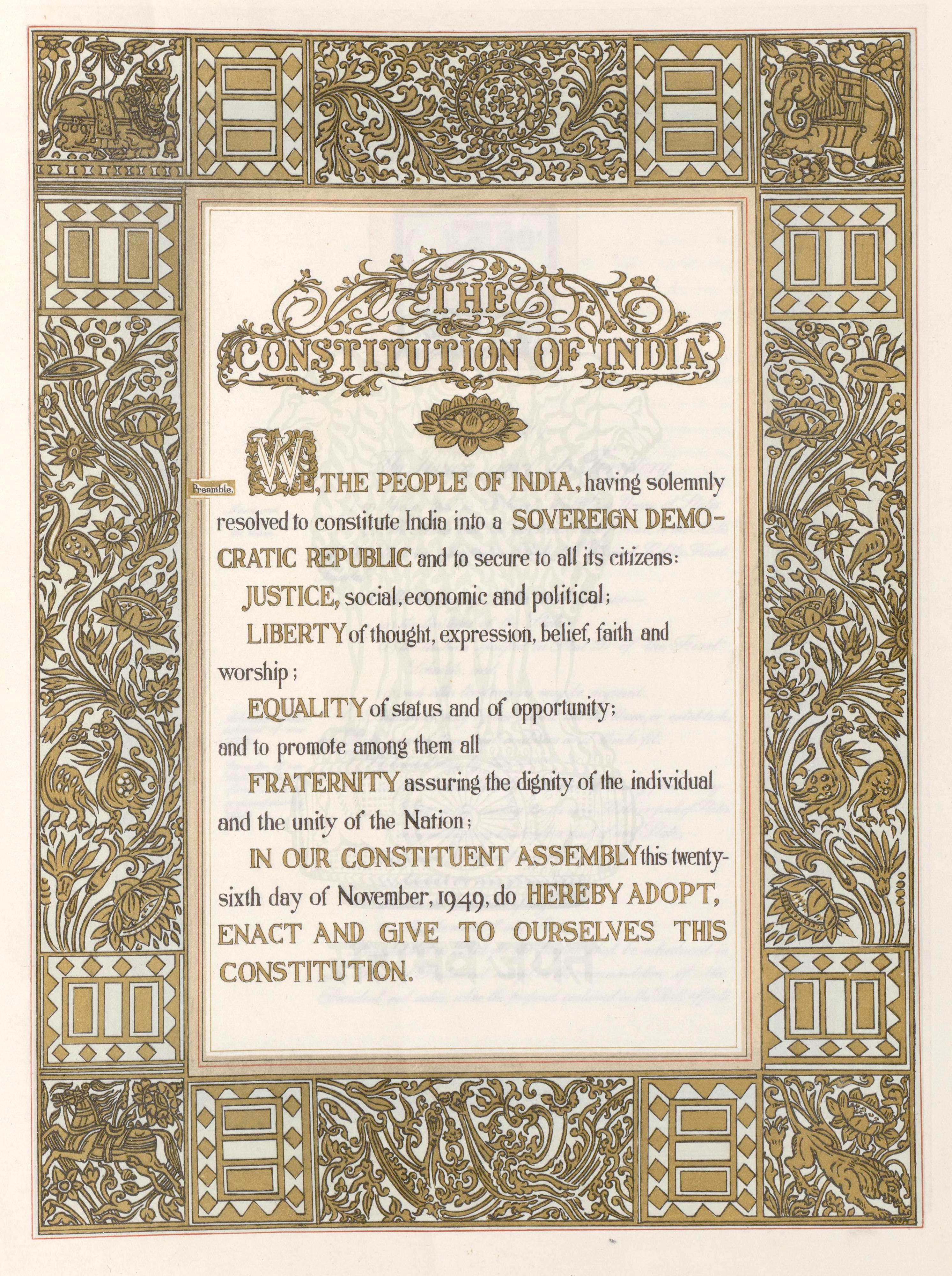
India alkotmányának preambuluma

A preambulum fontos okiratok (pl. szerződések), jogszabályok élén álló, általában emelkedett, ünnepélyes hangulatú szöveg, amely általában az okirat elején, bevezetőként (esetenként a különálló bevezető után) található.

## A szó eredete
A latin praeambulus (elöl járó) szóból ered. Pontos magyar nyelvi megfelelője nincs.

## Funkciója
A preambulum röviden összefoglalja az okirat (jogszabályoknál a jogalkotó) célját, gyakran a történelmi előzményeket is elemzi. Stílusa emelkedett, választékos. Bár nem része a jogszabály normaszövegének, a preambulumban kifejtett elvek a jogszabály értelmezésében is segíthetnek.

## Néhány példa
Preambuluma van számos ország alkotmányának.
Magyarország 2011-ben elfogadott Alaptörvényének preambulumát Nemzeti hitvallásnak nevezik.
Preambulumnak nevezik egyes felekezetek egyházi törvényeinek bevezető részét is.